# طريق الأمير محمد بن عبد العزيز (الرياض)
شارع الأمير محمد بن عبد العزيز هو أحد شوارع مدينة الرياض في المملكة العربية السعودية ومن أرقى الشوارع فيها. واشتهر بشارع التحلية؛ لوجود مبني إدارة الهيئة السعودية للمياه على نهاية الشارع، ومن هنا سمي الشارع بهذا الاسم نسبة لهذه المؤسسة، وشكل المبني كالسفينة.

## معرض صور

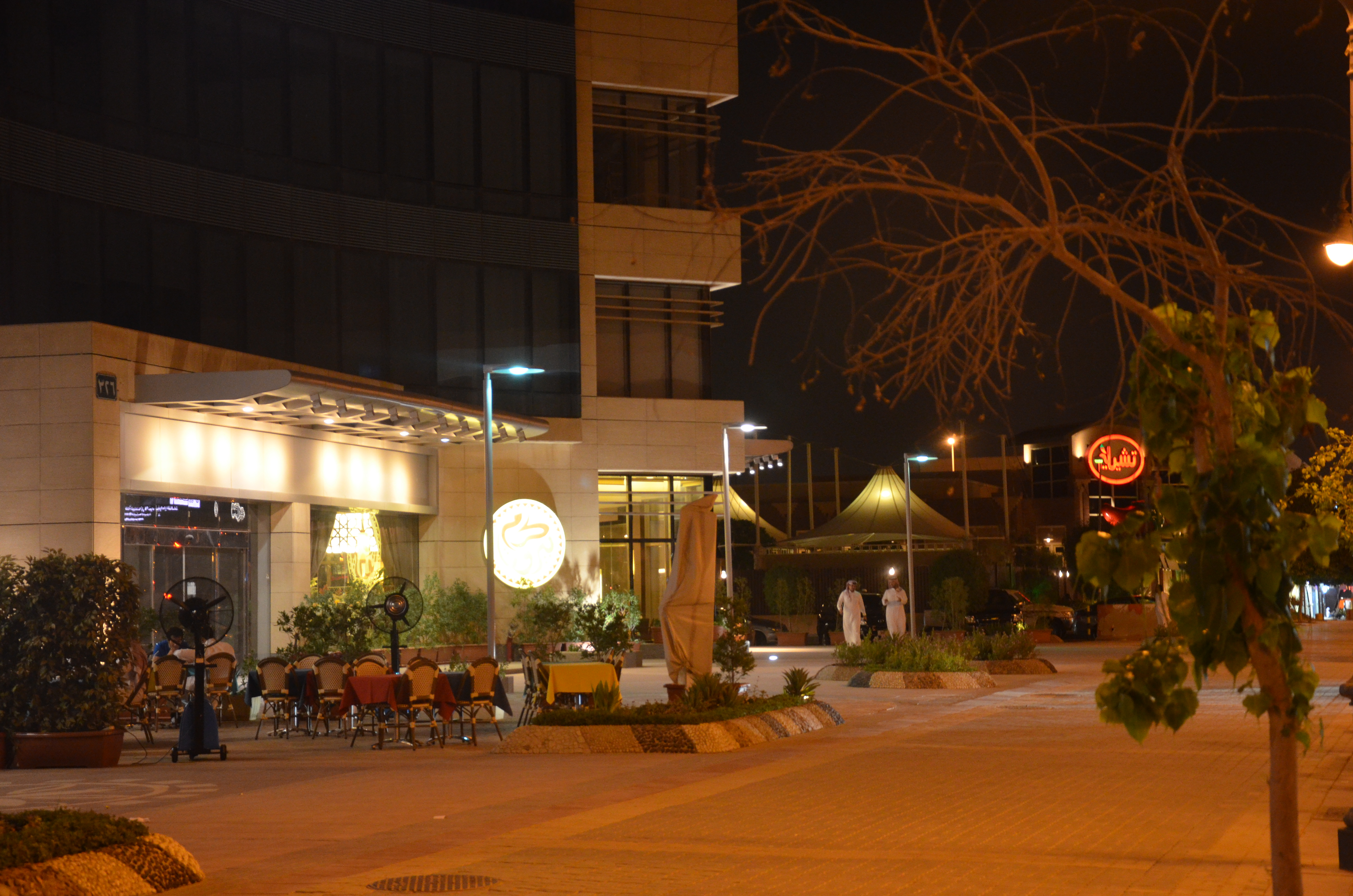
شارع الأمير محمد بن عبد العزيز، مطعم كرم بيروت
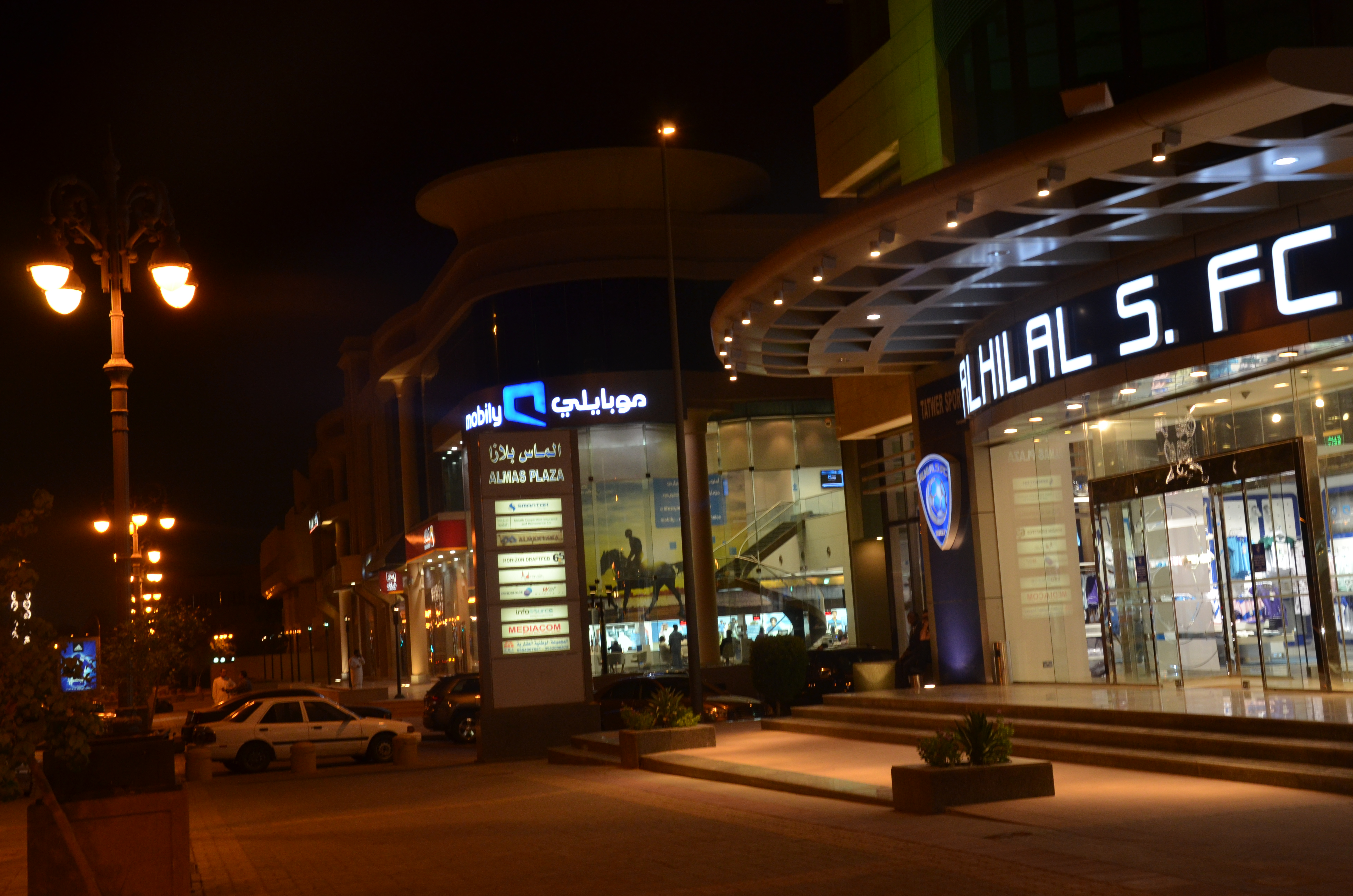
شارع الأمير محمد بن عبد العزيز، معرض نادي الهلال